# مرز (زبان‌شناسی)
درنگ (انگلیسی: Juncture) (که مرز و مکث هم نامیده شده) در زبان‌شناسی به عواملی گفته می‌شود که توالی‌های زنجیری مشابه با ساخت دستوری متفاوت را از هم متمایز می‌کند.
برای نمونه، در جمله‌های (۱) و (۲) که ساخت نحوی متفاوت و طبعاً معنای متفاوت دارند، محل وقوع مرز، همان‌طور که به‌کارگیری نشانهٔ ویرگول در خط نشان می‌دهد، متفاوت است:
(۱) اول، از همه اجازه بگیر! (پیش از هر چیز لازم است از همهٔ افراد اجازه بگیری)
(۲) اول از همه، اجازه بگیر! (پیش از هر چیز لازم است اجازه بگیری)
از ویژگی‌های آوایی متفاوتی مانند کشش، نادمیدگی، دمیدگی، واک‌رفتگی، واک‌داری، مکث، تکیه، آهنگ، محدودیت‌های واج‌آرایی و غیره، به‌عنوان نمونه‌هایی از نشانه‌های آواییِ مرزهای دستوری صحبت به میان آمده است.
علاوه بر این، الگوهای تکیه، زیروبمی و آهنگ، کشش پایان گروه، همخوان انسدادی چاکنایی، همگونی، توزیع تکمیلی واج‌گونه‌های واج‌ها، محدودیت‌های واج‌آرایی و نظایر آن، در کنار دیگر نقش‌ها، نقش مشخص کردن مرز واحدهای دستوری را بر عهده دارند.
تفاوت شیوه ادای جملهٔ «من زور دارم» با جمله «منظور دارم» و عبارت‌های انگلیسی ice cream در برابر I scream از نمونه‌های دیگر مرز دستوری هستند.